# Tělesné cvičení

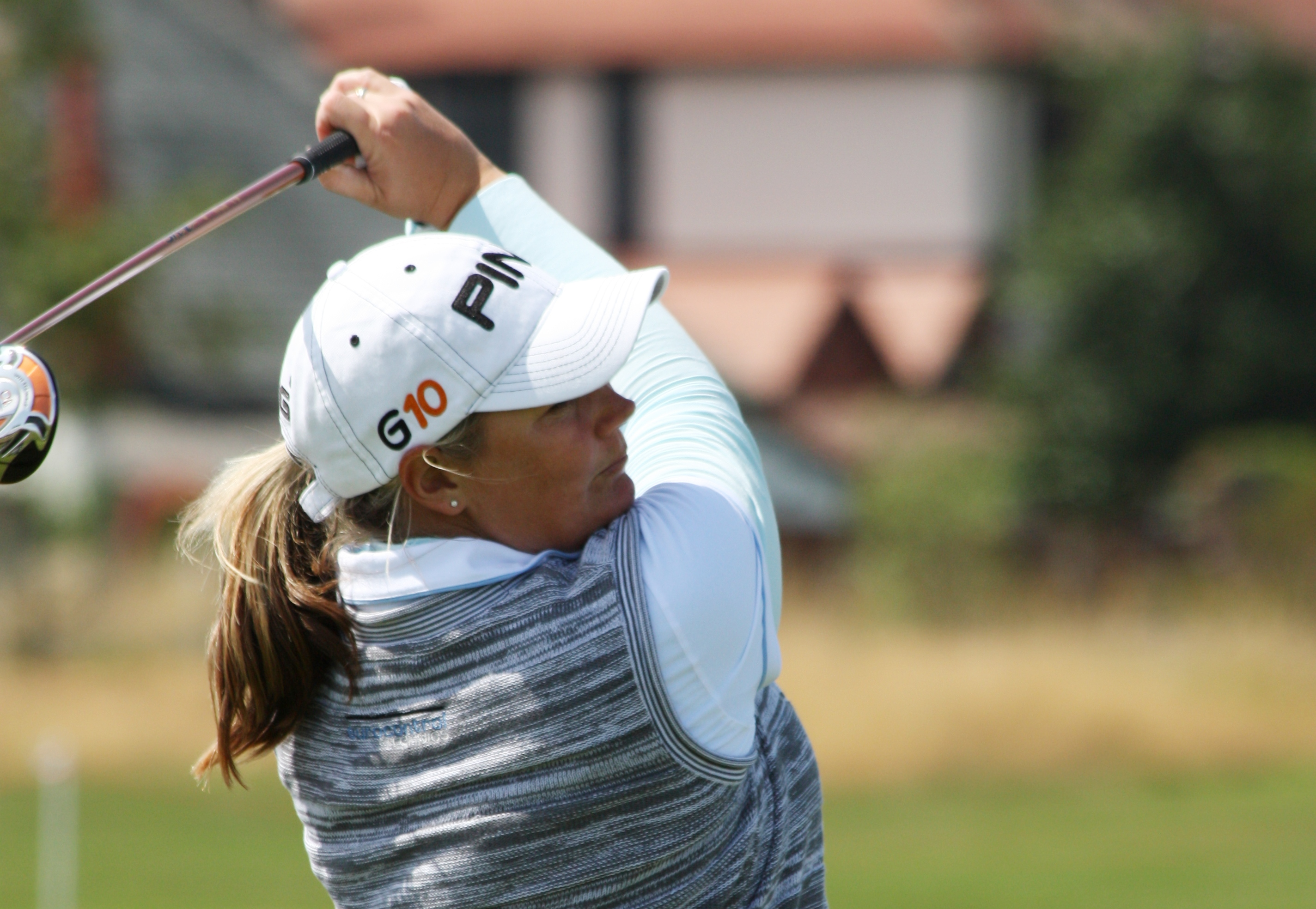
Tělesné cvičení

Pojem tělesné cvičení má rozmanité, sobě blízké definice, např.:
- Záměrné pohybové chování, jehož cílem je zdokonalování a rozvoj člověka v oblasti fyzické, psychické a sociální s cílem jeho socializace a kultivace[1]
- Plánovaný, strukturovaný, opakující se, záměrný tělesný pohyb, který slouží ke zlepšení či udržení jedné nebo více složek tělesné kondice.[2]
- Jakýkoli dobrovolný tělesný pohyb produkovaný kosterními svaly, který vyžaduje výdej energie.[3]

Tyto a další podobné definice tělesného cvičení obvykle zdůrazňují záměrnost a cíl (zlepšení fyzické kondice).

## Historie

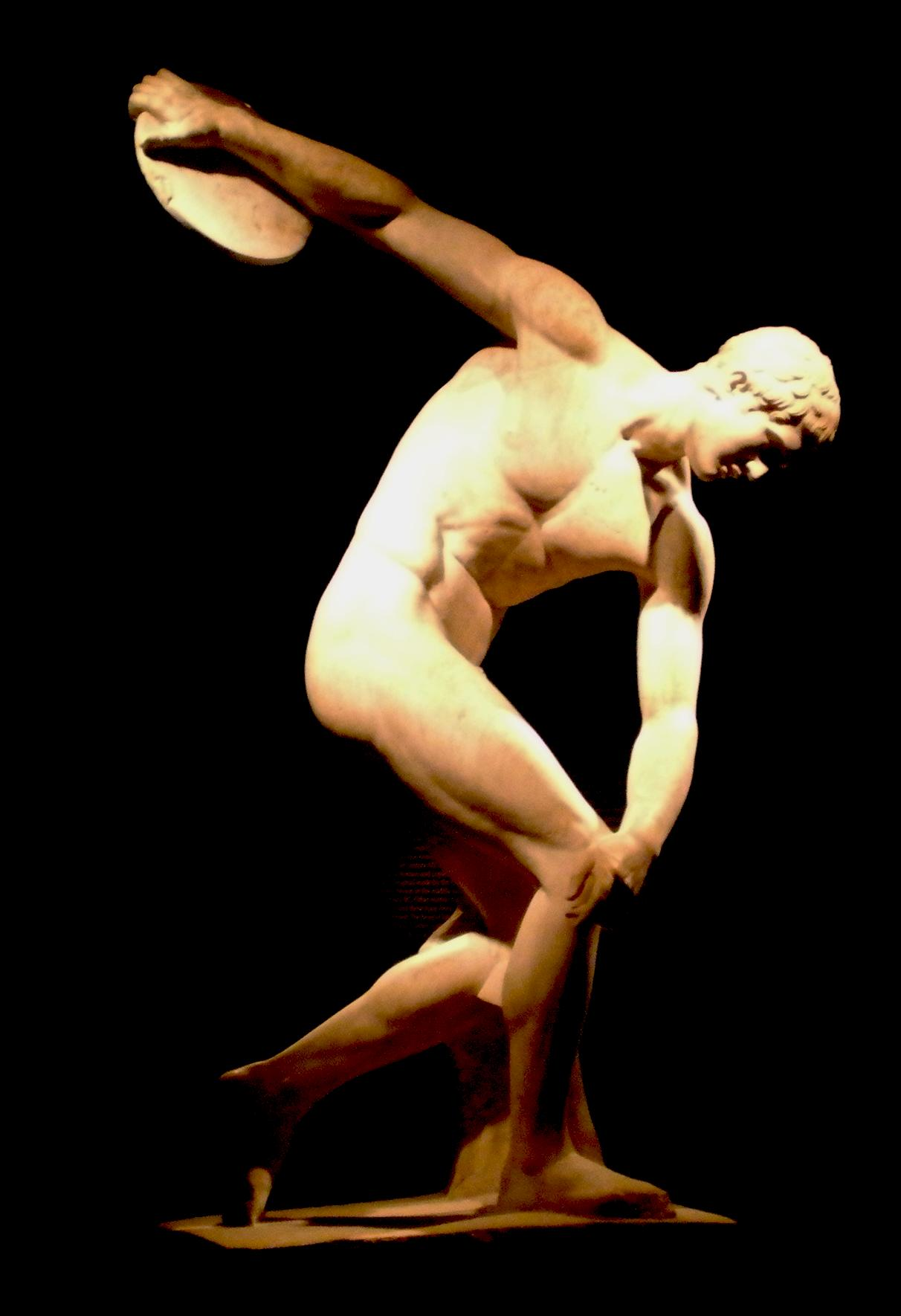
Discobolos – římská mramorová kopie řecké bronzové sochy z 5. století př. n. l.

Společným cílem tělesného cvičení ve všech historických obdobích, bylo a je dosažení dobrého zdraví a fyzické zdatnosti. 

### Starověk
Archeologické nálezy přinášejí doklady, že tělesné cvičení provázelo lidstvo již ve starověku u Sumerů či starých Egypťanů. V  Číně vznikla soustava léčebné a zdravotní gymnastiky Kung–fu údajně již roku 2 689 př. n. l. Tělesná cvičení prováděli atleti v antickém Řecku, kde byly v období od 776 př. n. l. do 393 n. l. organizovány Olympijské hry.

### Středověk a raný novověk
Ve středověku se tělesná cvičení soustřeďovala především na vojenskou výchovu (přípravu na rytířství).

### Tělesná cvičení v moderní době
Rozvoj organizovaných tělesných cvičení, zejména zavádění tělesné výchovy do škol, započal až v 19. století. V jeho průběhu byla tělesná výchova zavedena do evropských škol, a to (i když později) i tělesná výchova dívek.

## Vliv tělesného cvičení na zdraví
Tělesné cvičení nemusí mít takový vliv na duševní zdraví, jak se předpokládá. Cvičení může vést k opotřebení kloubů a zubů. Fyzicky namáhavá zaměstnání často zvyšují riziko úmrtí.

### Volnočasové tělesné cvičení a pracovní aktivity
Vědecké studie konstatují, že volnočasová tělesná cvičení mají kladný vliv na zdraví. Pouhé pracovní aktivity bez cvičení naopak mohou přinášet zvýšené riziko kardiovaskulárních chorob a snižovat pravděpodobnost dožití. 

### Tělesná cvičení a obezita
- Cvičení snižuje riziko obezity. K dosažení prospěšného výsledku stačí krátké intenzivní cvičení.[10] Podobného výsledku lze dosáhnout snížením příjmu potravy.[11] Cvičení však není hlavním způsobem regulace tělesné hmotnosti.[12]

### Rizika nadměrného tělesného cvičení
Přetížení v důsledku nadměrného fyzického tréninku vede k pocitu větší únavy a impulzivnějšímu jednání.

## Druhy tělesných cvičení
Cvičení se dělí do třech hlavních skupin:
- aerobní cvičení
- anaerobní cvičení
- cvičení ohebnosti

## Příklady
K tělesným cvičením se například řadí:
- atletika
- gymnastika